# Yanick Wasser
Yanick Wasser (27 maggio 2004) è un saltatore con gli sci svizzero.

## Biografia
Attivo dal luglio del 2016, Yanick Wasser ha esordito in Coppa del Mondo il 17 dicembre 2023 a Engelberg (48º) e ai Campionati mondiali a Trondheim 2025, dove si è classificato 36º nel trampolino normale, 24º nel trampolino lungo e 9º nella gara a squadre; non ha preso parte a rassegne olimpiche.